# Генри (округ, Иллинойс)
Ге́нри (англ. Henry County) — округ в штате Иллинойс, США. По данным переписи 2010 года численность населения округа составила 50 486 чел., по сравнению с переписью 2000 года оно уменьшилось на 1 %. Окружной центр округа Генри — город Кеймбридж.

## История
Округ Генри сформирован в 1826 году из округа Фултон. Название получил в честь Патрика Генри, героя войны за независимость, защитника прав народа Америки.

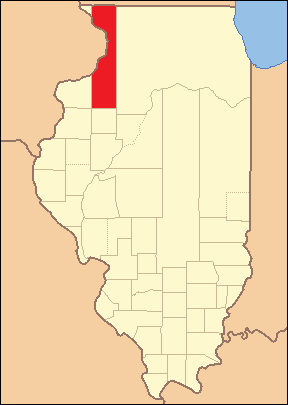
Территория округа до 1827 года
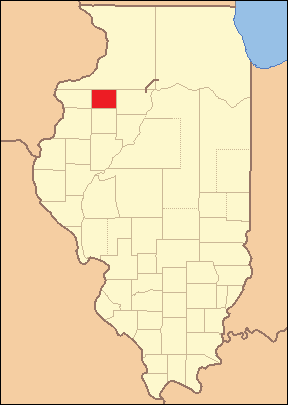
Территория округа с 1827 по 1831 года
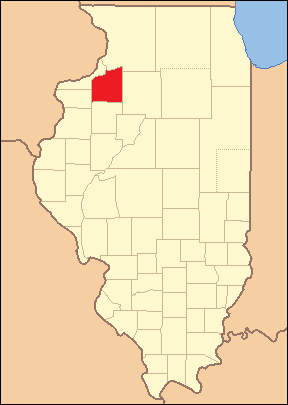
Территория округа с 1831 по 1836 года
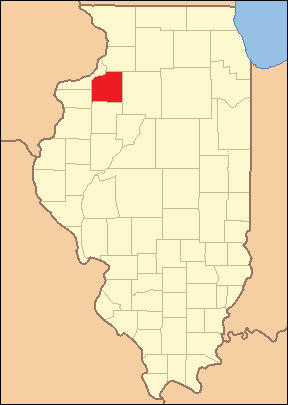
Территория округа с 1836 года и по сей день

## География
Общая площадь округа — 2138,4 км² (825,64 миль²), из которых 2131,5 км² (822,98 миль²) или 99,68 % суши и 6,9 км² (2,66 миль²) или 0,32 % водной поверхности. Округ занимает 29-е место по площади в штате. Его территория имеет небольшие перепады высот над уровнем моря — от 650 м на северо-западе до 850 м на юго-востоке. Земли используются преимущественно под нужды сельского хозяйства, на которое приходится 86,7 % территории округа.

### Климат
Округ находится в зоне влажного континентального климата. Температура варьируется в среднем от минимальных -11 °C в январе до максимальных 30 °C в июле. Рекордно низкая температура была зафиксирована в феврале 1996 года и составила -31 °C, а рекордно высокая температура была зарегистрирована в июле 1983 года и составила 39 °C. Среднемесячное количество осадков — от 39 мм в январе до 110 мм в августе.

### Соседние округа
Округ Генри граничит с округами:
- Уайтсайд — на северо-востоке
- Бьюро — на востоке
- Старк — на юго-востоке
- Нокс — на юге
- Мерсер — на западе
- Рок-Айленд — на северо-западе

### Основные автомагистрали
| Автомагистраль                                   | Длина      | Начальный пункт           | Конечный пункт               | Год образования |
| ------------------------------------------------ | ---------- | ------------------------- | ---------------------------- | --------------- |
| Межштатная автомагистраль I-74                   | 690,1 км   | Давенпорт, Айова          | Ламбертон, Северная Каролина |                 |
| Межштатная автомагистраль I-80                   | 4666,36 км | Сан-Франциско, Калифорния | Тинек, Нью-Джерси            | 1956            |
| Межштатная автомагистраль I-280 (Иллинойс-Огайо) | 42,43 км   | Давенпорт, Айова          | Колона, Иллинойс             |                 |
| Шоссе US-6                                       | 5158 км    | Бишоп, Калифорния         | Провинстаун, Массачусетс     | 1926            |
| Шоссе US-34                                      | 1806 км    | Гранби, Колорадо          | Чикаго, Иллинойс             | 1926            |
| Трасса Illinois-17                               | 337 км     | Нью-Бостон, Иллинойс      | Лоуэлл, Индиана              | 1918            |
| Трасса Illinois-78                               | 346,83 км  | Джексонвилл               | Уоррен                       | 1924            |
| Трасса Illinois-81                               | 41,49 км   | Линн-Сентер               | Кевани                       | 1924            |
| Трасса Illinois-82                               | 46,41 км   | Жослин                    | Некома                       | 1924            |
| Трасса Illinois-84                               | 346,83 км  | Колона, Иллинойс          | Хазел-Грин, Висконсин        | 1955            |
| Трасса Illinois-92                               | 171,25 км  | Маскатин, Айова           | Ла-Моил, Иллинойс            | 1939            |
| Трасса Illinois-93                               | 15,45 км   | Элмира                    | Брадфорд                     | 1924            |

## Населённые пункты
| Населённый пункт | Статус         | Год основания | Площадь  | Население (2010) |
| ---------------- | -------------- | ------------- | -------- | ---------------- |
| Альфа            | деревня        | 1872          | 0,78 км² | 671 чел.         |
| Андовер          | деревня        | 1835          | 2,6 км²  | 578 чел.         |
| Аннаван          | город          | 1869          | 1,8 км²  | 878 чел.         |
| Аткинсон         | город          |               | 3,9 км²  | 972 чел.         |
| Бишоп-Хилл       | деревня        | 1846          | 1,3 км²  | 128 чел.         |
| Вудхалл          | деревня        |               | 2,1 км²  | 811 чел.         |
| Галва            | город          |               | 4,4 км²  | 2589 чел.        |
| Дженесео         | город          |               |          | 6586 чел.        |
| Кевани           | город          | 1854          | 16 км²   | 12 916 чел.      |
| Кеймбридж        | окружной центр |               | 3,6 км²  | 2160 чел.        |
| Кливленд         | деревня        |               | 1 км²    | 188 чел.         |
| Колл-Валли       | деревня        | 1856          | 7,5 км²  | 3743 чел.        |
| Колона           | город          |               | 9,3 км²  | 5099 чел.        |
| Орион            | деревня        |               | 2,3 км²  | 1861 чел.        |
| Хуппоп           | деревня        |               | 0,78 км² | 204 чел.         |

## Демография
По данным переписи населения 2000 года, численность населения в округе составила 51 020 человек, насчитывалось 20 056 домовладений и 14 299 семей. Средняя плотность населения была 24 чел./км².
Распределение населения по расовому признаку:
- белые — 96,19 %
  - немецкого происхождения — 24,6 %
  - шведского происхождения — 12,4 %
  - английского происхождения — 9,7 %
  - ирландского происхождения — 9,0 %
  - бельгийского происхождения — 8,2 %
- афроамериканцы — 1,14 %
- коренные американцы — 0,1 %
- азиаты — 0,25 %
- латиноамериканцы — 2,88 % и др.

Из 20 056 домовладений в 31,8 % имели детей в возрасте до 18 лет, проживающих вместе с родителями, 60 % семей — супружеские пары, живущие вместе, 8 % — матери-одиночки, а 28,7 % не имели семьи. 25,1 % всех домовладений состояли из отдельных лиц и в 13,2 % из них проживали одинокие люди в возрасте 65 лет и старше. Средний размер домохозяйства — 2,51 человека, а средний размер семьи — 3,0.
Распределение населения по возрасту:
- до 18 лет — 25,3 %
- от 18 до 24 лет — 7,7 %
- от 25 до 44 лет — 26,4 %
- от 45 до 64 лет — 24,3 %
- от 65 лет — 16,3 %

Средний возраст составил 39 год. На каждые 100 женщин приходилось 96,1 мужчин. На каждые 100 женщин возрастом 18 лет и старше приходились 92,5 мужчин.
Средний доход на домовладение — $ 39854, а средний доход на семью — $ 48 413. Мужчины имеют средний доход от $ 34 436 против $ 21 757 у женщин. Доход на душу населения в округе — $ 18 716. Около 5,6 % семей и 8 % населения находились ниже черты бедности, в том числе 10,5 % из них моложе 18 лет и 6,6 % в возрасте 65 лет и старше.